# Dead-End-Gletscher
Der Dead-End-Gletscher ist ein Gletscher im Südosten Südgeorgiens. Er fließt vom südlichen Ende der Salvesen Range in östlicher Richtung und mündet in die Westflanke des Salomon-Gletschers.
Der South Georgia Survey kartierte ihn während seiner von 1951 bis 1957 dauernden Vermessungskampagne Südgeorgiens. Das UK Antarctic Place-Names Committee benannte ihn 1958 so, da es entgegen ursprünglicher Annahme keine Route für Schlittenmannschaften vom Kopfende des Gletschers zum Nordufer des Drygalski-Fjords gibt.